# 松平美波穂
松平 美波穂（まつだいら みなほ、9月21日 -  ）は、日本の女性声優。東京都出身。エーエス企画、トリアスを経て2015年6月1日よりフリー、その後futurum LLCに所属している。

## 出演作品

### テレビアニメ
- ガラスの艦隊（民衆）
- グリザイアの楽園（古森めぐみ）

### ゲーム
- fortissimo//Akkord:Bsusvier（木乃宮 このは）
- Kadenz fermata//Akkord：fortissimo（姫白九理[1]）
- Que〜エンシェントリーフの妖精〜（まゆ）
- アイドル魔法少女ちるちる☆みちる（風見 雄二）[2]
- グリザイアの果実 -LE FRUIT DE LA GRISAIA-（古森 めぐみ、ニャンメル）
- けい☆てん（藤村 優花[3]）
- クリミナルガールズX（シノ[4]）

### 吹き替え
- ホスピタル・オブ・ザ・デッド〜閉ざされた病院〜（ミア）
- 女性鬼（グウェン）
- ケイティーのロストバージン日記〜18歳のコンプレックス〜（ジョニー・女）
- 今宵天使が舞い降りる（ティナ）[5]

### ラジオ
- 情報アキハバラエティ はばラヂ（BBstation 4代目アシスタント、2012年4月5日 - 2014年1月30日）

### CM
- キッコーマン「うちのごはん 切身ちゃん」

### 舞台
- デザート ver2
- ブッロサム・セレナーデ〜よしのと魔王〜
- 有能な吊革蛮族
- ゆめのほらあな